# Тонто (национальный монумент)
Национальный монумент Тонто (англ. Tonto National Monument) находится в центральной части американского штата Аризона, на северо-восточной оконечности пустыни Сонора, с исключительно сухим климатом. По территории памятника протекает река Солт.

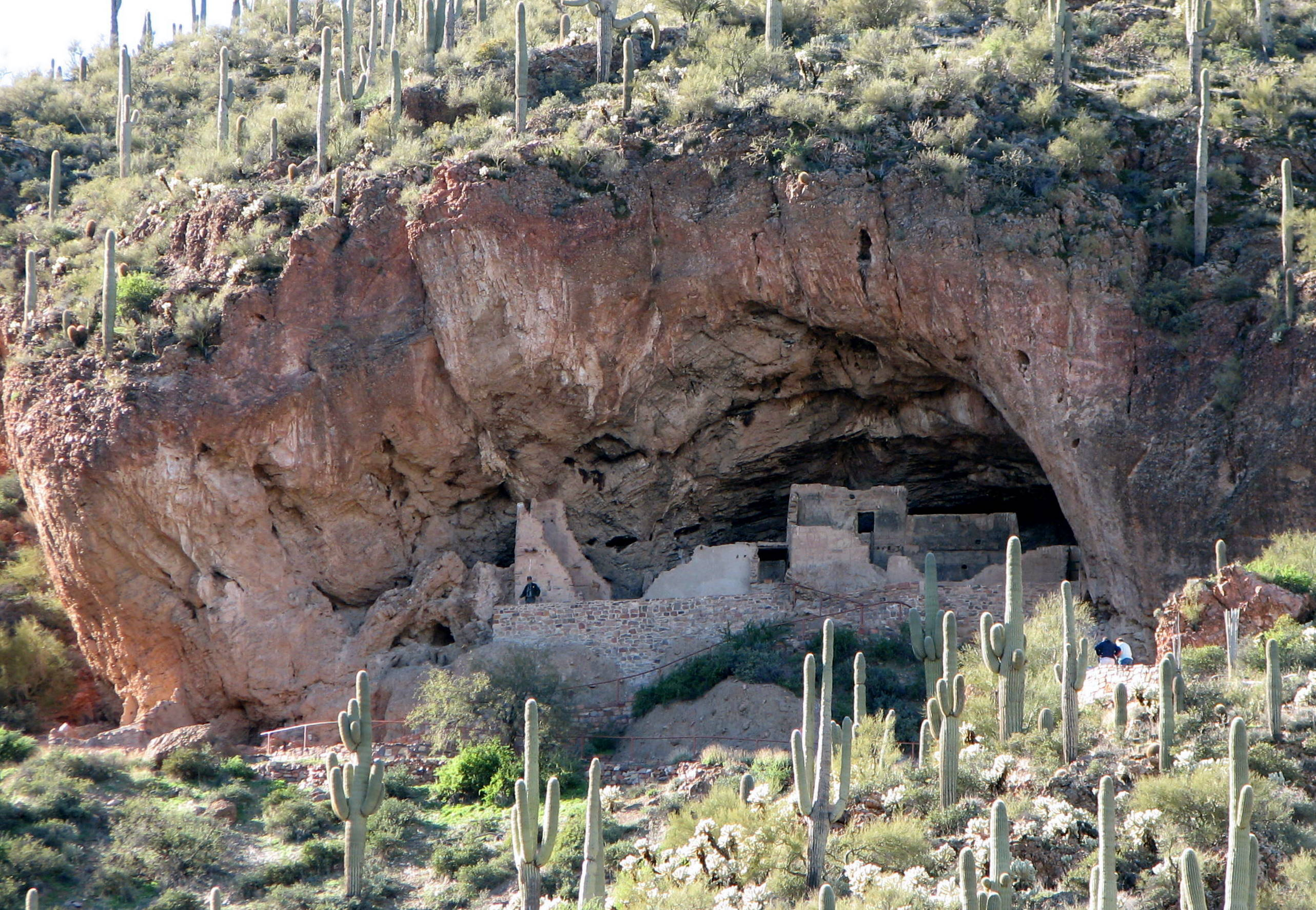
Нижние скальные жилища

Здесь обнаружены хорошо сохранившиеся останки скальных жилищ культуры Саладо, сооружённых в XIII—XV веках. Индейцы культуры Саладо занимались земледелием в долине Солта и дополняли свой рацион охотой и сбором дикорастущих растений. Помимо этого, культуре Саладо принадлежат великолепные образцы полихромной керамики и тканей, относящиеся к наиболее интересным артефактам юго-запада США. Некоторые из артефактов выставлены в музее Тонто.
Вокруг территории памятника растёт Национальный лес Тонто, в котором представлена оригинальная растительность местной экозоны.

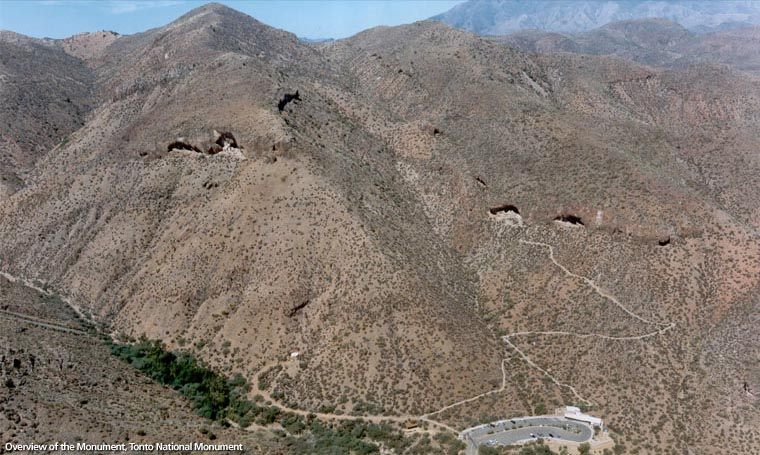
Общий вид Тонто